# 11812 Dongqiao
A 11812 Dongqiao (ideiglenes jelöléssel (11812) 1981 EL20) a Naprendszer kisbolygóövében található aszteroida. Schelte J. Bus fedezte fel 1981. március 2-án.

## Kapcsolódó szócikk
- Kisbolygók listája (11501–12000)